# Янтарный (вулкан)
Янтарный (англ. Yantarni Volcano) — потухший андезитовый стратовулкан в боро Лейк-энд-Пенинсула, штат Аляска, США. Расположен на территории Национального заповедника полуострова Аляска, высота — 1345 метров над уровнем моря, по другим данным — 1336 метров. Получил своё название в честь расположенного неподалёку залива Янтарного, который в свою очередь был назван русскими исследователями Аляски в XIX веке в связи с обилием здесь янтаря.
Вулкан интересен тем, что был открыт лишь в 1979 году в связи с труднодоступностью местности, отсутствием документальных и хроникальных упоминаний и относительно небольшой высотой. Первые извержения Янтарного начались в среднем плейстоцене, последнее произошло между 300 и 1300 годами, тогда он изверг из себя пирокластический поток объёмом около 1 км³, спустившийся вниз на 4 километра, и судя по всему это очень напоминало извержение Сент-Хеленс 1980 года.
Янтарный имеет показатель вулканической эксплозивности 5, такой же как у упоминавшегося извержения Сент-Хеленс, Великого извержения годов Хоэй и Извержения Везувия.